# Drilon Hoxha
Drilon Hoxha (ur. 16 czerwca 1991 w Beracie)  – albański aktor, reżyser i producent filmowy.

## Życiorys
W dzieciństwie przeniósł się wraz z rodziną do Tirany, gdzie ukończył liceum artystyczne Jordan Misja w klasie malarstwa, a następnie studia na wydziale aktorskim Instytutu Sztuk w Tiranie. W 2008 wystąpił w programie telewizyjnym "Ti vlen" (Zasługujesz na to), jako imitator, a następnie w albańskiej edycji programu "Got Talent". Od 2010 występował w telewizyjnym serialu komediowym Portokalli, w którym parodiował postać Salego Berishy.
W 2013 zrealizował swój pierwszy film Çimi, a rok później krótkometrażowy Albanian Action. W 2015 odbyła się premiera długometrażowego filmu Drejt Fundit, którego był reżyserem i zagrał jedną z głównych ról. W tym samym roku rozpoczęło działalność kierowane przez Drilona Hoxhę przedsiębiorstwo DH Production, zajmujące się produkcją filmową. W 2018 odbyła się premiera zrealizowanego przez Hoxhę filmu Dashuria S'mjafton, a trzy lata później dramatu Shkembimi.

## Filmografia
- 2013: Çimi
- 2014: Albanian Action
- 2015: Drejt Fundit jako Çimi
- 2018: Dashuria S'mjafton
- 2021: Shkembimi jako Loni
- 2023: Ego jako Qorri
- 2024: Guxim jako pisarz